# Pont de Gladesville
Le pont de Gladesville est un pont en arc situé à Gladesville (en), un quartier de Sydney en Australie, sur la Parramatta. Il est situé à quelques kilomètres en amont du célèbre pont de Sydney. Au moment de sa construction, entre 1959 et 1964, il était le plus long pont au monde à une seule arche et en béton. C'est le plus grand des trois ponts de la North Western Expressway (en).

## Galerie

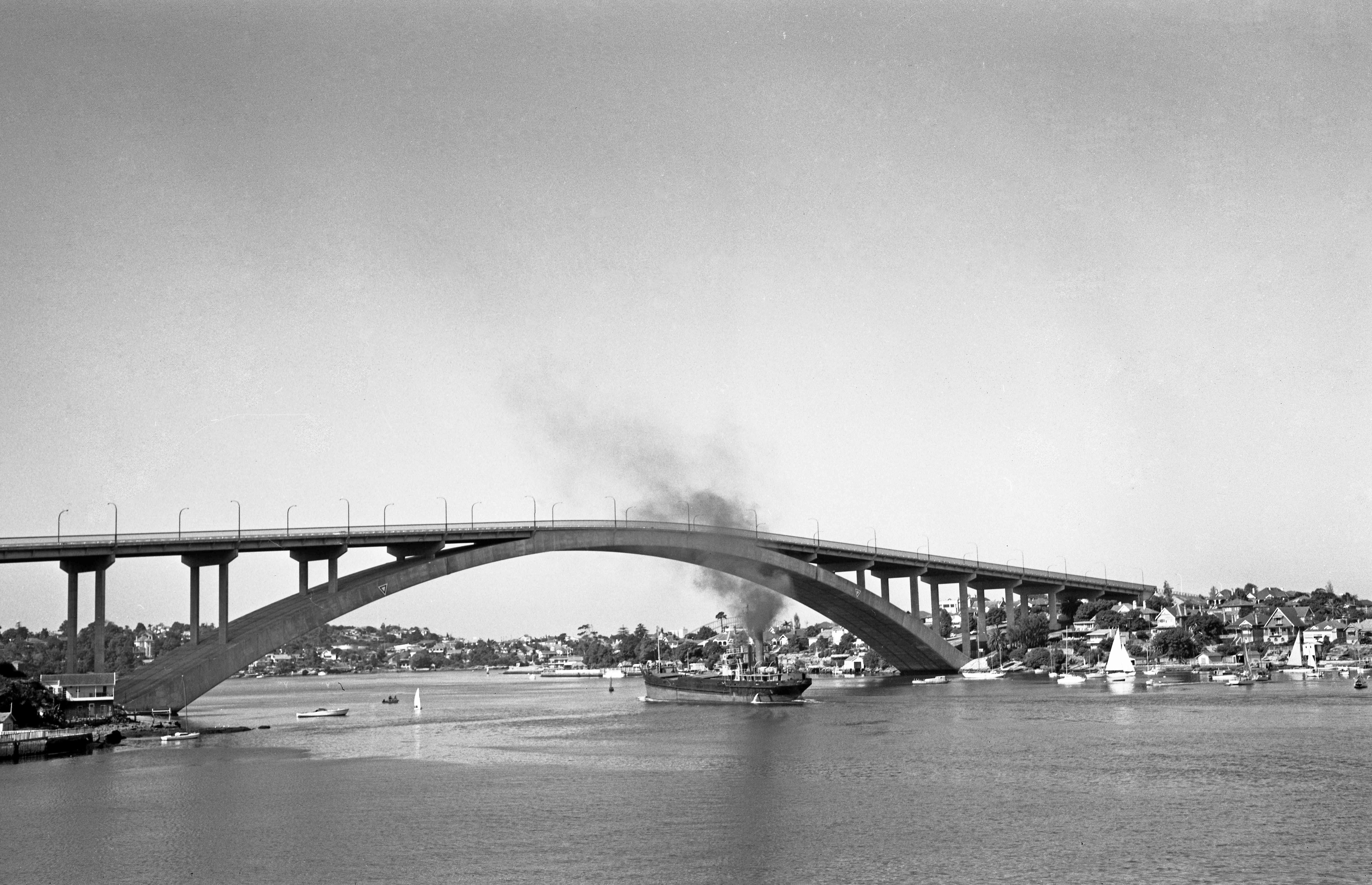
Le Gladesville en 1968.

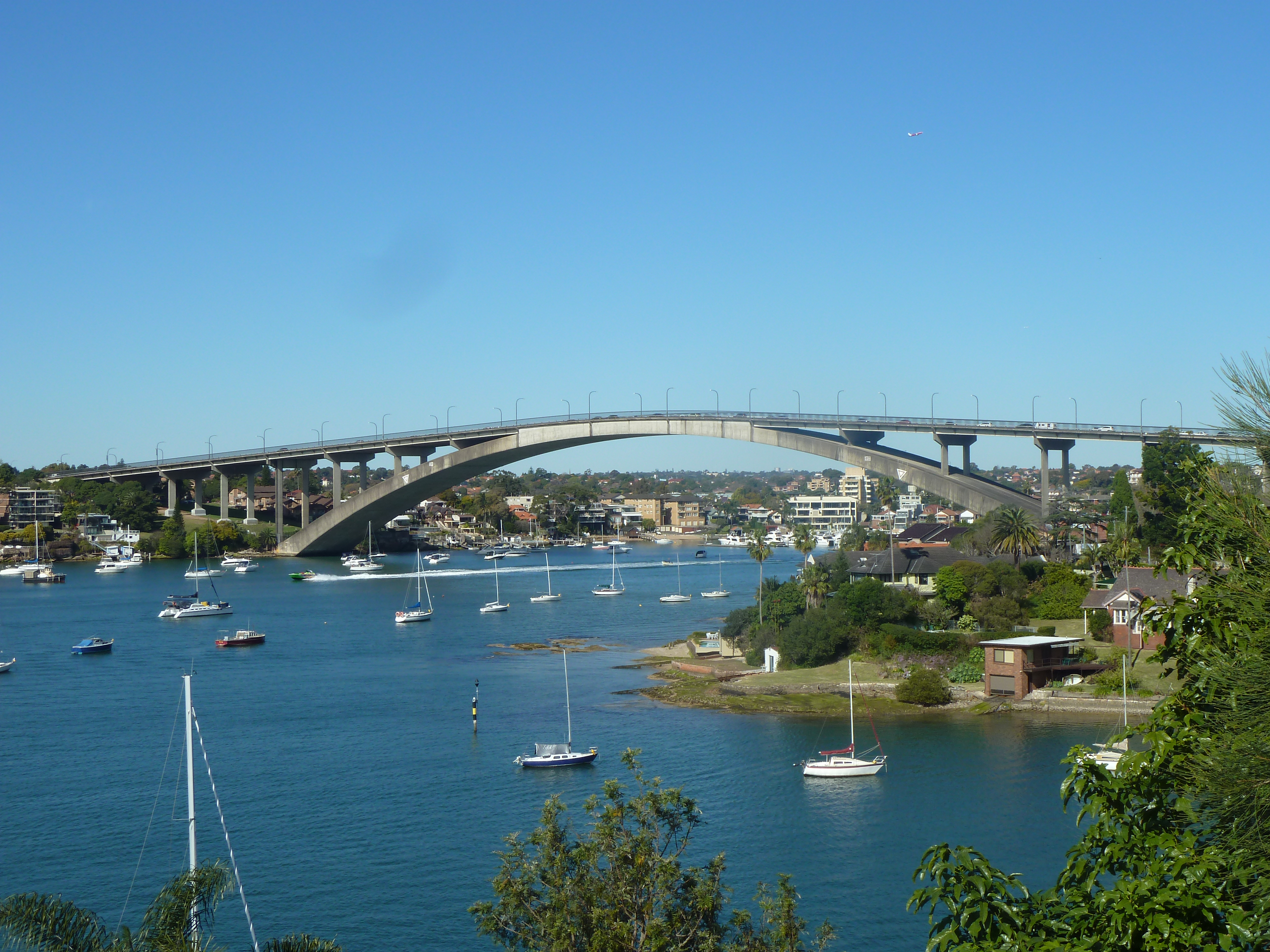
Vue du 26 août 2012.

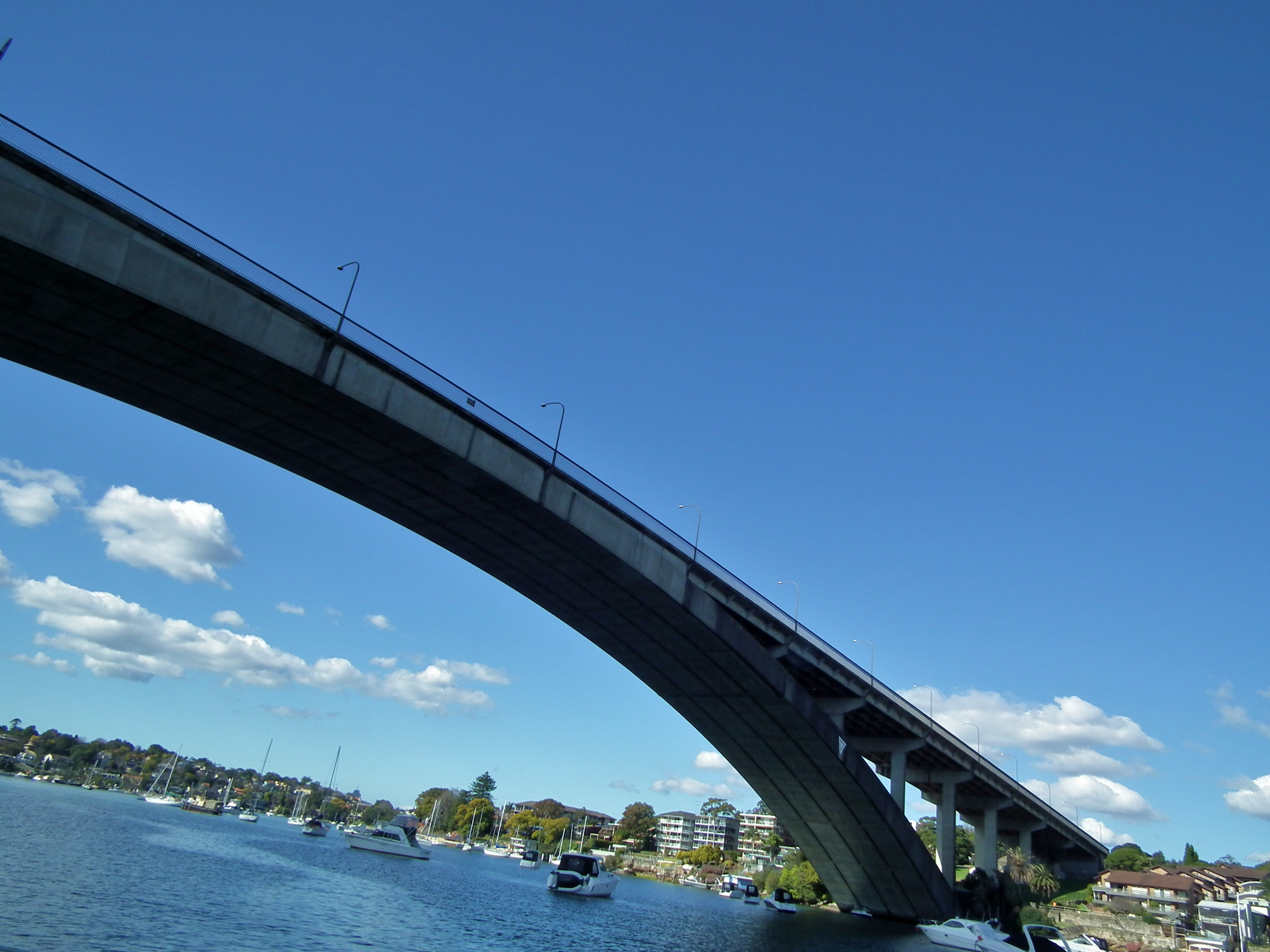
Le pont et le fleuve Parramatta.

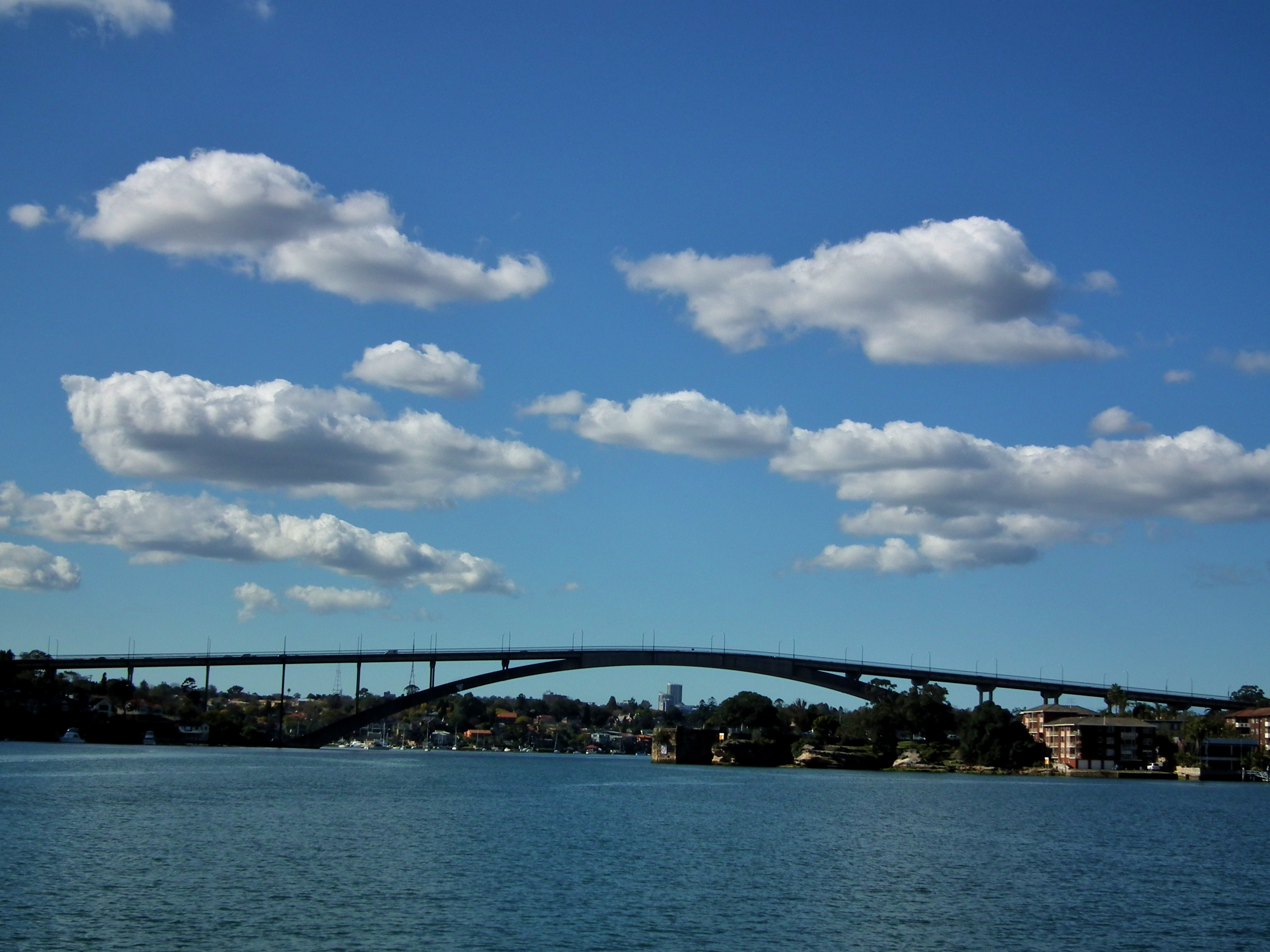
La très grande arche du pont.